# グルーベンハーゲン侯領

グルーベンハーゲン侯領
Fürstentum Grubenhagen

ニーダーザクセン・クライスにおけるグルーベンハーゲン侯領（青色）

グルーベンハーゲン侯領（ドイツ語：Fürstentum Grubenhagen）は、神聖ローマ帝国の領邦国家。ブラウンシュヴァイク＝リューネブルク公国の分邦の1つで、1291年よりヴェルフ家のグルーベンハーゲン系が領有した。ブラウンシュヴァイク＝グルーベンハーゲン侯領ともいわれる。1596年にブラウンシュヴァイク＝ヴォルフェンビュッテル侯領に併合されたが、1617年にリューネブルク侯領に割譲された。また1655年よりヴェルフ家カレンベルク系が領有した。

## 地理
領地は2つの部分に分割されており、ゾリング川の北西端とザルツダーヘルデン近くのライネ川の間の地域と、オーバーハルツ南部と南西ハルツ山麓の丘の北の地域から構成されていた。アイヒスフェルトも一時期その一部であった。アインベックとザンクト・アレクサンドリ修道院、ヘルデンブルク、グルーベンハーゲン城、オステローデ・アム・ハルツ、クラウスタール、ドゥーダーシュタット（1366年にマインツに割譲）、ヘルツベルクおよびヘルツベルク城が含まれる。

## 歴史
1291年にブラウンシュヴァイク＝リューネブルク公アルブレヒト1世の息子たちの間で遺産が分割され、ハインリヒ1世が新たに創設されたグルーベンハーゲン侯領を受け取った。グルーベンハーゲン侯領は同名の城にちなんで命名され、その廃墟はアインベックの南にあるローテンキルヒェンの近くにある。グルーベンハーゲンという名前は1617年頃から用いられ、それ以前の侯領の名前は不明である。侯領の名前の由来となったグルベンハーゲン城は居城ではなかった。公爵の「家」としては15世紀初頭まで現れず、公爵はヘルデンブルクに居を構えていた。相続争いのため、グルーベンハーゲン系ヴェルフ家は当初、自分たちを「ブラウンシュヴァイク公」と名乗っていた。称号に追加された「およびリューネブルグ」は、ヴェルフ家の他の系統では通常用いられているが、この家系にも用いられるようになったのは16世紀になってからである。
ハインリヒ1世には8人の息子と8人の娘がおり、それぞれにふさわしい待遇を与えなければならなかった。さらにハインリヒ1世の長男ハインリヒ2世にも少なくとも11人の子女がおり、分割相続によりさらに大きな問題を抱えることとなった。当時の多くの領地を持たない貴族の子弟のように、ハインリヒ2世の息子も領外に活路を求めた。ハインリヒ2世の息子オットーは、イタリアで傭兵として雇われ、最終的にナポリ女王ジョヴァンナ1世と結婚しターラント公となった。
グルーベンハーゲン系ヴェルフ家には、1291年から1596年までの8世代で計68人の成員がいた。ハインリヒ1世の男子の子孫40人のうち6人が早世し、12人が聖職者となり、さらに6人が海外に行ったり海外の君主に雇われたりした。残りの16人は、単独あるいは共同でグルーベンハーゲン侯領の統治者となった。グルーベンハーゲン家はいくつかの分家に分かれ、元々小さなグルーベンハーゲン侯領はさらに小さな分領（オステローデ、ヘルツベルク、ザルツダーヘルデン、アインベック）に分割された。その結果、グルーベンハーゲンの領主らはますます重要性を失い、ヴォルフェンビュッテル家やリューネブルク家に遅れをとることとなった。
1596年にフィリップ1世の末子フィリップ2世が亡くなると、グルーベンハーゲン家は断絶した。その後、グルーベンハーゲン侯領はヴォルフェンビュッテル家のハインリヒ・ユリウスが占領した。しかしリューネブルク家はこれに抗議し、1617年に帝室裁判所（Reichskammergericht）で勝利を収めた。ハインリヒ・ユリウスの息子フリードリヒ・ウルリヒは、グルーベンハーゲンをリューネブルク侯クリスティアンに譲ることを余儀なくされた。
最終的にグルーベンハーゲン侯領は1526年にフィリップ1世のもとで再統合された。しかし1596年の息子フィリップ2世が死去によりグルーベンハーゲン家は断絶し、グルーベンハーゲン侯領はヴェルフ家の諸家により争われた。ブラウンシュヴァイク＝ヴォルフェンビュッテル公ハインリヒ・ユリウスがグルーベンハーゲンを占領したが、その息子フリードリヒ・ウルリヒは1617年にシュパイアーの帝室裁判所（Reichskammergericht）が下した判決に従い、リューネブルク公クリスティアンにグルーベンハーゲンを譲ることを余儀なくされた。
行政区画としてカレンベルク＝グルーベンハーゲン・ラントシャフト（de）が現存する。

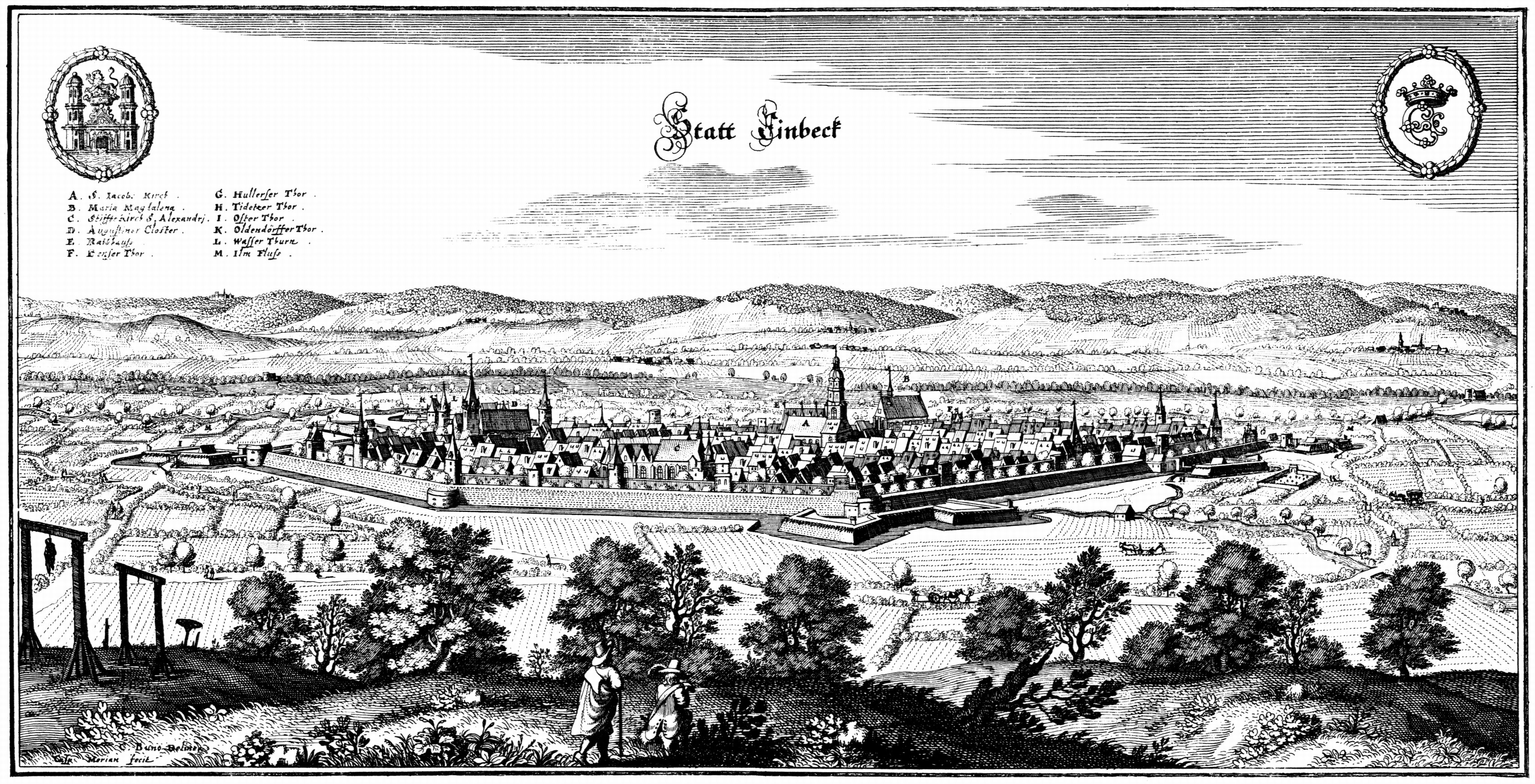
アインベック（1654年）
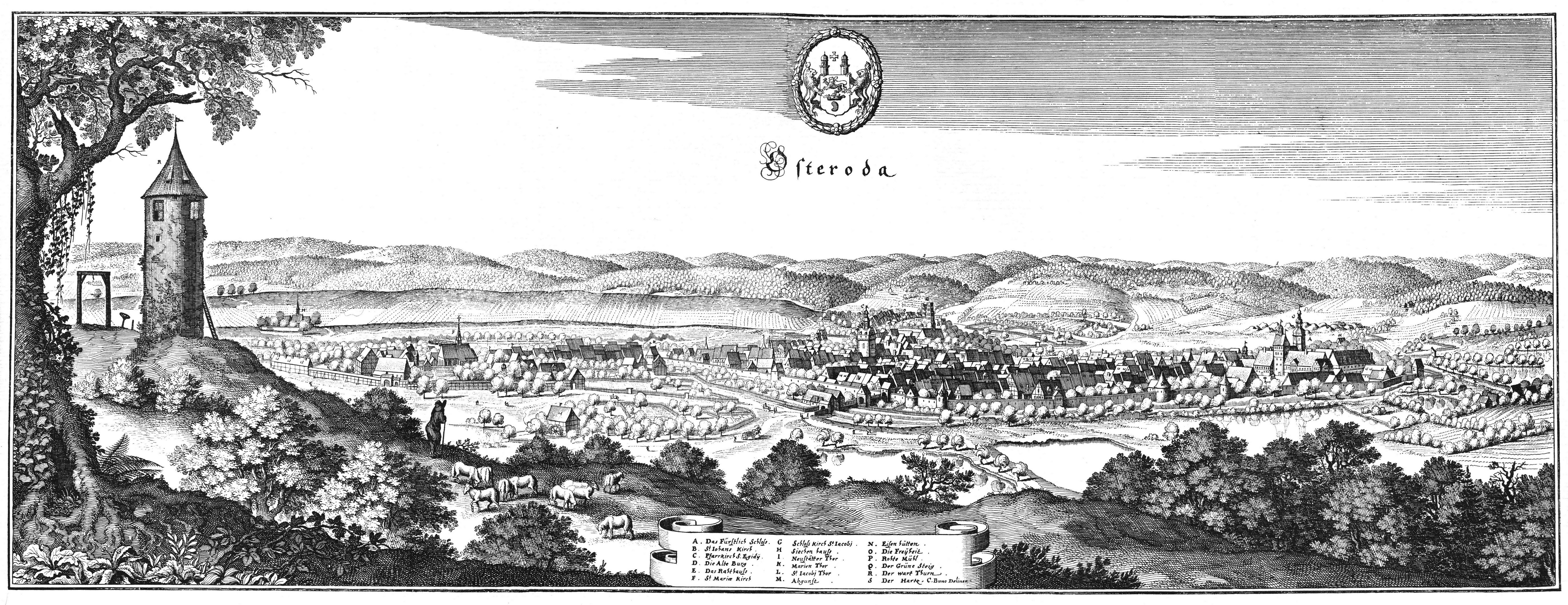
オステローデ・アム・ハルツ（1654年頃）
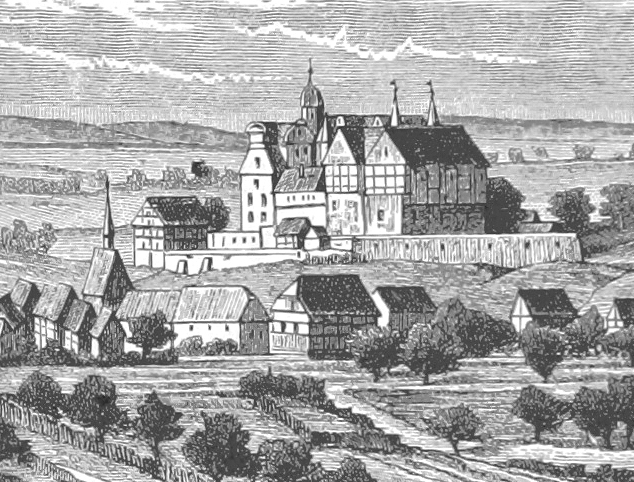
ザルツダーヘルデンのヘルデン城（1654年頃）
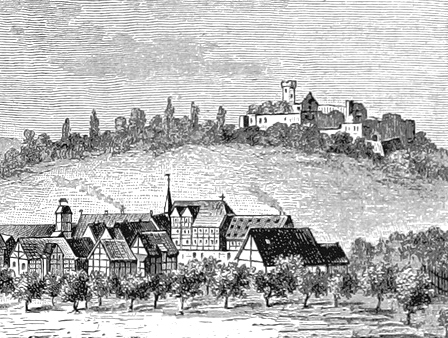
グルーベンハーゲン城（1654年頃）
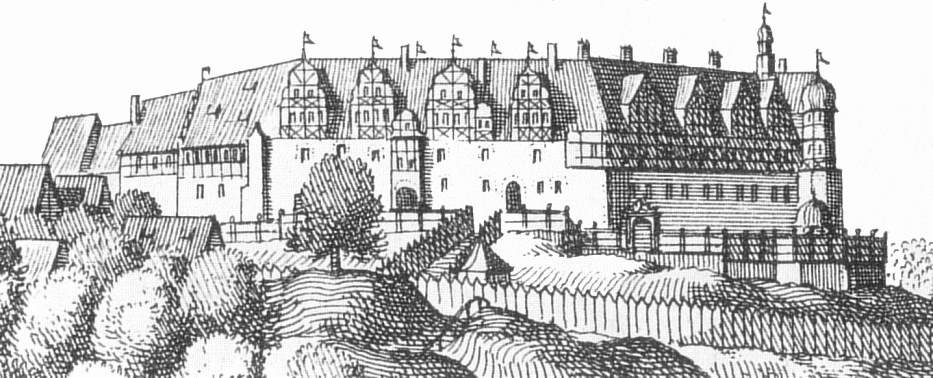
ヘルツベルク城（1654年）
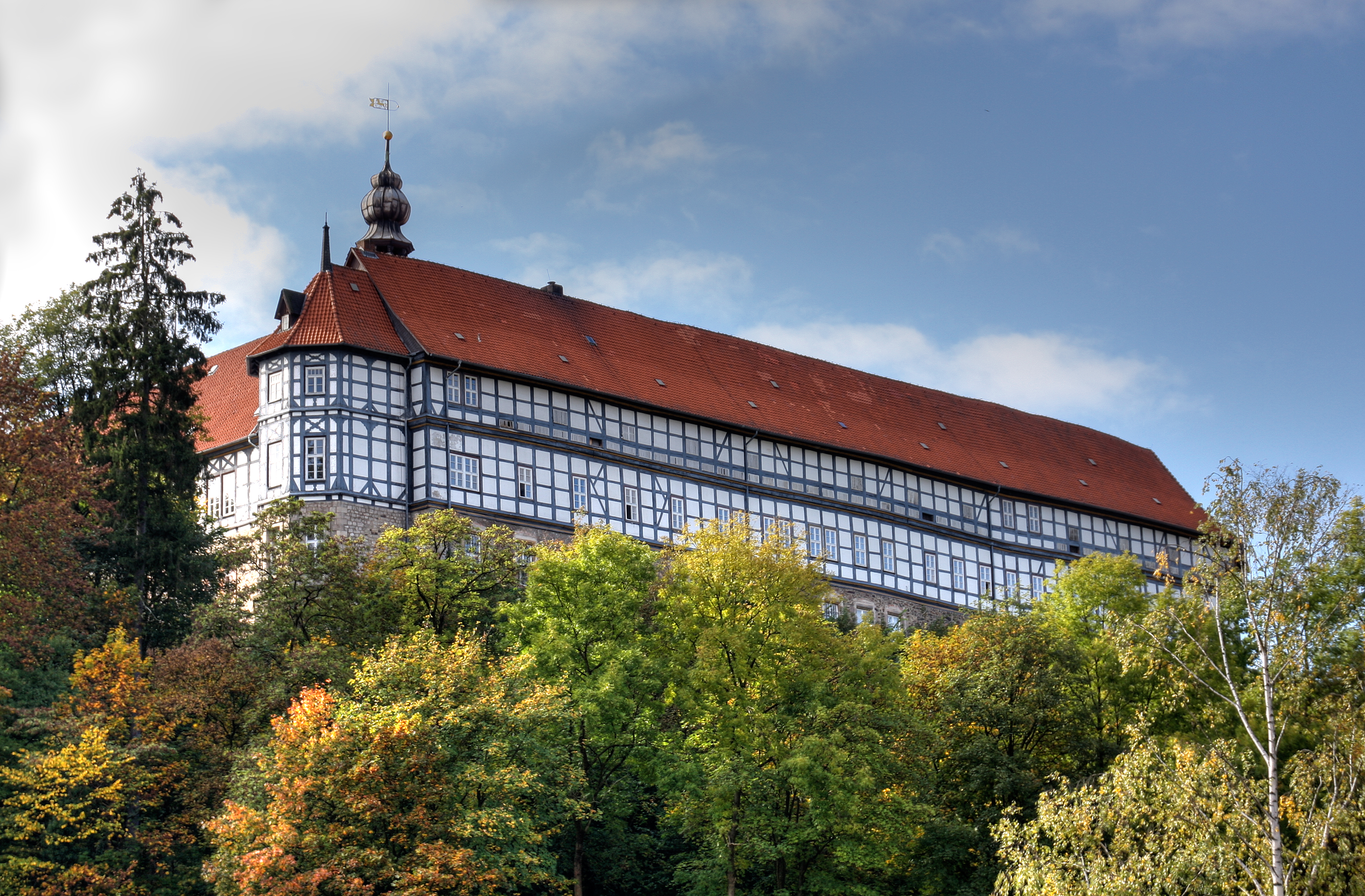
ヘルツベルク城
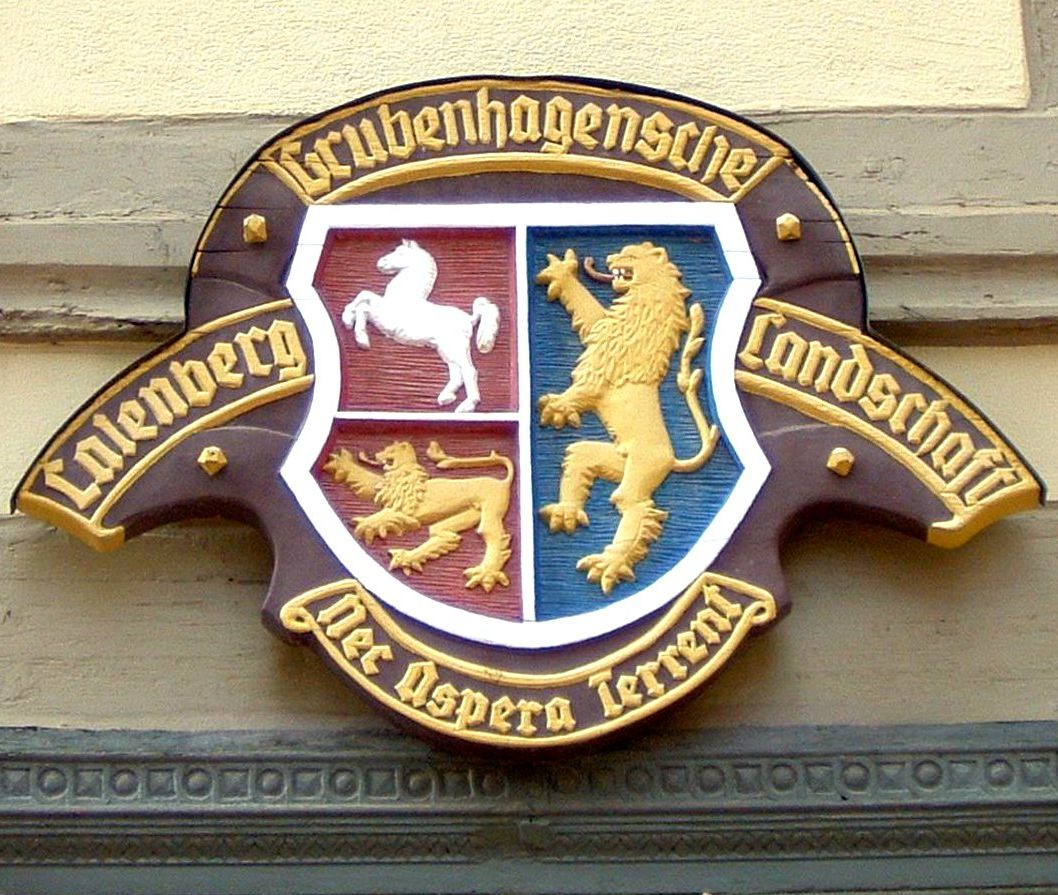
カレンベルク＝グルーベンハーゲン・ラントシャフトの紋章

## 歴代領主
- ハインリヒ1世（在位：1291年 - 1322年）
- ハインリヒ2世（在位：1322年 - 1351年） - 兄弟と共同統治
  - エルンスト1世（在位：1322年 - 1361年）
  - ヴィルヘルム1世（在位：1322年 - 1360年）
  - ヨハン（在位：1322年 - 1325年）
- アルブレヒト1世（在位：1361年 - 1383年） - 弟ヨハン2世と共同統治
  - ヨハン2世（在位：1361年 - 1364年）[1]
- エルンスト - 1383年に共同摂政を主張、1384年に手当を受け取る
- フリードリヒ（後見人：1383年 - 1398年、共同統治：1402年 - 1421年）
- エーリヒ（在位：1398年 - 1427年）
- ハインリヒ3世（在位：1427年 - 1467年） - 弟アルブレヒト2世およびエルンスト2世と共同統治
  - アルブレヒト2世（在位：1427年 - 1485年）

1479年に分割
- ハインリヒ4世（在位：1479年 - 1526年）
  - フィリップ1世（在位：1486年 - 1551年）

1526年に再統合
- エルンスト3世（在位：1551年 - 1567年）
- ヴォルフガング（在位：1567年 - 1595年）
- フィリップ2世（在位：1595年 - 1596年）